# Metanephrops thomsoni
Espèce
Synonymes
- Nephrops thomsoni Bate, 1888[2]
- Nephrops thomsoni Spence Bate, 1888[3]

Statut de conservation UICN

 DD  : Données insuffisantes
Metanephrops thomsoni, communément appelé Langoustine de mer de Chine ou Langoustine à raies rouge, est une espèce de langoustines de la sous-famille des Nephropinae.

## Description
Elle possède une carapace lisse entre les crêtes et elle a de grandes épines. Elle a de plus des pinces faiblement striées et finement granuleuse. Elle a de plus des rainures transversales présentes sur la deuxième à la cinquième tergite abdominales.

## Répartition géographique
L'espèce peuple la région Pacifique Indo-Ouest : elle est présente en Corée (détroit de Corée), en Chine (mer Jaune, mer de Chine orientale, mer de Chine méridionale), au Japon (de la baie de Tosa sur la côte est de l'île de Shikoku, et la côte ouest de Kyushu au sud des îles Ryukyu), Taiwan, et les Philippines.

## Habitat et biologie
Cette langoustine vit dans une profondeur entre 50 et 500 mètres, sur fond sablo-vaseux. Les femelles, qui sont des ovigères, sont généralement capturées dans la mer de Chine orientale à partir du milieu de septembre à la mi-avril. Le développement larvaire a été décrit par Uchida et Dotsu (1973, pages 23 à 35).

## Taille
La longueur totale maximale du corps est d'environ 15 cm, ne dépassant généralement pas 12 cm. Sa queue comestible est d'environ 5 cm.

## Intérêt pour la pêche
En Corée, l'espèce est mise en vente dans les marchés de Busan. Selon Uchida et Dotsu l'espèce « est généralement capturée dans la mer de Chine orientale par la pêche au filet avec des chalutiers et utilisée comme denrée alimentaire ». À Taiwan, l'espèce est vendue sur des marchés, et son prix est plus élevé que celui de Metanehrops formosanus, qui se trouve en plus grande quantité » ; il est vendu, tout au long de l'année, mais « n'est pas valable ». Motoh, Dimaano et Pution mentionnent qu'« une sorte de crevette rouge (probablement Thomsoni nephrops) est capturée par un bobo ("une sorte de piège appâté") au plus profond de l'eau dépassant les 40 mètres », à Mindanao, aux Philippines.

## Étymologie
L'auteur ne précise pas dans sa publication originale l'étymologie du nom spécifique de cette espèce, thomsoni. Deux possibilités, soit il rendait hommage à Charles Wyville Thomson (mais de nombreuses espèces qui lui ont été dédiées portent le nom spécifique wywille-thomsoni), soit il rendait hommage à Frank Tourle Thomson, capitaine sur le HMS Challenger.

## Publication originale
- Bate, 1888 : Report on the scientific results of the voyage of H.M.S. Challenger during the years 1873-76 under the command of Captain George S. Nares and the late Captain Frank Tourle Thomson. vol. 24, pp. 185-192 (texte intégral) (en).

## Source
- Fisheries Ressources Research Team, par Choi JH, Kim JN, Kim MH, Chang DS, Yoo JT, Kim JK, National Fisheries Research and Development Institute, Busan, Corée.